# Mycale madraspatana
Mycale madraspatana är en svampdjursart som beskrevs av Annandale 1914. Mycale madraspatana ingår i släktet Mycale och familjen Mycalidae. Inga underarter finns listade i Catalogue of Life.